# Heikki Nousiainen
Heikki Olavi Nousiainen (* 19. September 1945 in Helsinki) ist ein finnischer Schauspieler.

## Leben
Heikki Nousiainen wurde als Sohn von Kareliern, die während des Winterkrieges aus der heutigen Republik Karelien nach Finnland flüchteten in Helsinki geboren. Er bewarb sich zwei Mal bei der Finnischen Theaterschule, der Vorgängerin der Theaterakademie Helsinki, wo er 1969 erfolgreich sein Schauspielstudium abschloss. Anschließend fand er Arbeit an unterschiedlichen Theatern in Tampere, bevor er bis 2008 über 30 Jahre lang fest am Finnischem Nationaltheater angestellt war. Seitdem kehrte er wieder nach Tampere zurück und spielte dort wieder an unterschiedlichen Theatern, darunter auch dem Arbeitertheater Tampere.
Sein Filmdebüt gab Nousiainen bereits während seiner Studienzeit in unterschiedlichen Fernsehproduktionen. Er wirkte in seinen fast 60 Jahren umspannenden Filmkarriere in über 120 Film- und Fernsehproduktionen mit. So war er in Fernsehserien wie Alptraum und Deadwind sowie Filmen wie Komplizinnen aus Angst und Sibelius zu sehen. Für seine schauspielerischen Leistung wurde er im Jahr 2010 sowohl als bester Nebendarsteller als auch als bester Hauptdarsteller für den finnischen Filmpreis Jussi nominiert. Die Auszeichnung nahm er schließlich als Hauptdarsteller für seine Rolle als blinder Pfarrer Jakob Ljube in dem von Klaus Härö inszenierten Drama Postia pappi Jaakobille entgegen.
Nousiainen ist seit 1970 mit der Schauspielerin Eija Nousiainen verheiratet. Der gemeinsame Sohn ist der Schauspieler Mikko Nousiainen und die gemeinsame Tochter Miia Nousiainen arbeitet als Produzentin.

## Filmografie
- 1977: Das Jahr des Hasen (Jäniksen vuosi)
- 1988: Alptraum (Painajainen, Fernsehserie, eine Folge)
- 2000: Komplizinnen aus Angst (Pelon maantiede)
- 2003: Sibelius
- 2005: Eisiges Land (Paha maa)
- 2009: Postia pappi Jaakobille
- 2017: Euthanizer (Armomurhaaja)
- 2021: Deadwind (Karppi, Fernsehserie, vier Folgen)